# Adrio

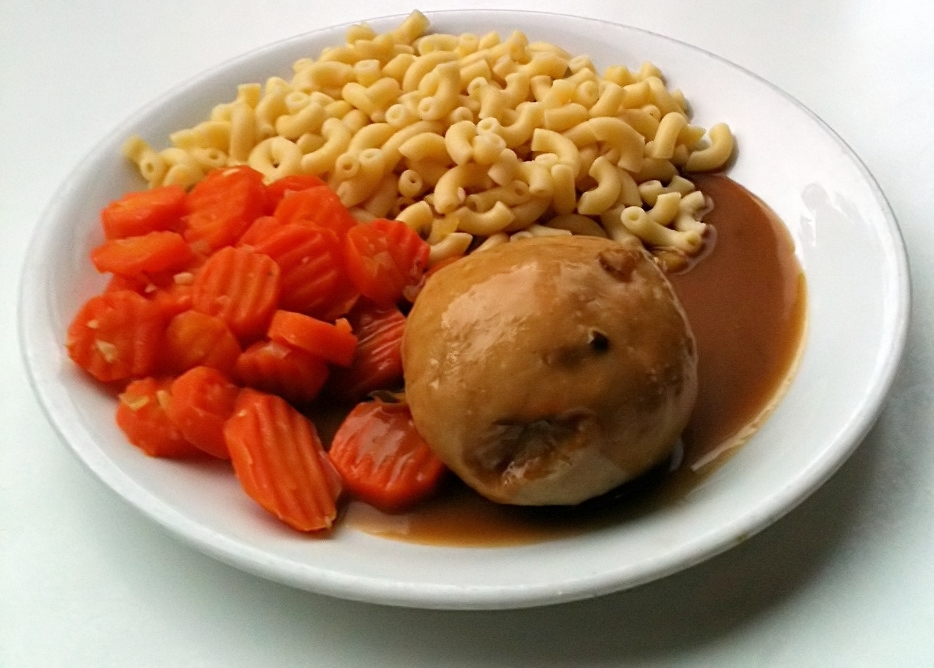
Adrio mit Hörnli und Rüebli als Beilage

Adrio (französisch Atriau) ist eine beliebte Schweizer Brühwurst. Das Adrio wird jedoch nicht in einen Naturdarm eingefüllt, sondern im Schweinsnetz (Netz des Schweinbauchfells) eingewickelt. Die Füllung besteht aus fein gemahlenem Brät aus Schweine- oder Kalbfleisch (oder einer Mischung aus beiden) und im Original klein gewürfelter Schweins- oder Kalbsleber.

## Zutaten und Zubereitung

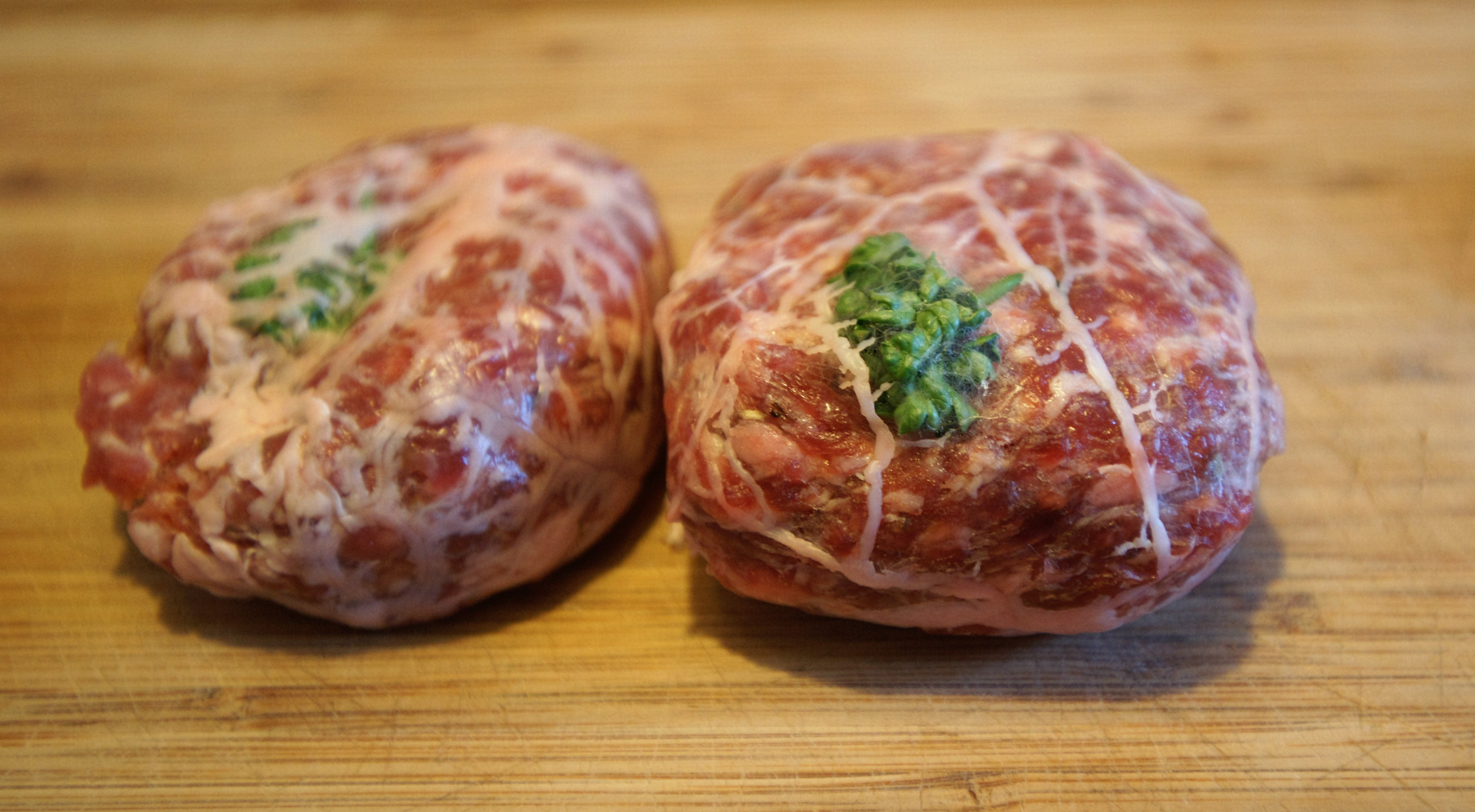
Ungekochte atriaux

Auch wenn der Name Adrio ursprünglich von Leber abgeleitet ist, wird es heute meistens ohne Leber zubereitet. Andere Innereien sind heute ebenfalls unüblich. Nach dem Schweizerischen Lebensmittelbuch (SLMB) von 1999 besteht Adrio aus Muskelfleisch von Kalb und vom Schwein, Schweinespeck, Kalbskopf oder Schwarten sowie Schweinsnetz. Auch ein sogenanntes Kalbsadrio enthält also immer im hohen Anteil «Schweineteile», hauptsächlich Speck und das typische Netz. Als Gewürze für das Brät werden u. a. Knoblauch, Zwiebeln, Salz, Pfeffer, Thymian und Petersilie verwendet.
Das Adrio wird auf unterschiedliche Arten zubereitet. Neben dem ursprünglichen Schmoren und Dünsten kann es auch gebraten oder gegrillt werden. Die Stücke sind selten grösser als 500 Gramm und werden in etwa fünf bis acht Millimeter dicken Scheiben serviert. Als Alternative gibt es Mini-Adrios in der Portionsgrösse von etwa 150 bis 250 Gramm. Adrios kann man fertig beim Metzger kaufen oder aus Wurstbrät selbst zubereiten.

## Begriff und weitere Bezeichnungen
Das Wort «Adrio» stammt aus dem Französischen, wo atriau bzw. hâtereau ‘geröstete Schweineleber’ bedeutet, von altfranzösisch hâte ‘Bratspiess’ und dies von lateinisch hasta ‘Spiess’. Neben der eingedeutschten und italienisch klingenden Bezeichnung «Adrio» findet man noch – selbst auf deutschsprachigen Speisekarten – die französische Schreibweise Atriau bzw. als Mehrzahl Atriaux (in Frankreich selbst aber Attriau, Mehrzahl Atriaux/Attriaux). Der im Deutschen übliche Plural von Adrio ist Adrios.
Ausserhalb der Schweiz findet man das Adrio vielfach als Crépinette wieder. Allerdings ist die Crépinette statt im Schweinenetz (französisch crépine) manchmal in einen dünnen Teig (Crêpe) gehüllt.
Manchmal wird als die französische Übersetzung von Adrio (n.) Atterau (m.) zitiert: Im französischen Burgund werden die ganz ähnlichen Attereaux (Plural von Attereau) tatsächlich als regionale Spezialität noch echt aus Schweineleber mit Hackfleisch zubereitet, sie werden in einer Steingut-Bratform dicht nebeneinander gesetzt, im Backofen gegart und später kalt gegessen. In ganz Frankreich kennt man jedoch die Autteraux als sehr mannigfaltige Spiesschen, sowohl tatsächlich noch mit Leberstücken und anderen zarten Innereien bestückt oder etwa mit Speck, Zunge, Fisch, Krebsen oder anderen Meeresfrüchten. Auch als vegetarische Speisen, etwa mit Champignons und Gemüse, manchmal auch paniert (à l’anglaise). Und nicht zuletzt gibt es dort auch beliebte süsse Attereaux, etwa aus Früchten im Teig, die frisch und warm genossen werden.